# ای‌آرای هرکولس (بی-۵۲)
ای‌آرای هرکولس (بی-۵۲) (به انگلیسی: ARA Hércules (B-52)) یک کشتی بود که طول آن ۱۲۵ متر (۴۱۰ فوت) بود. این کشتی در سال ۱۹۷۶ ساخته شد.